# Harmonices Mundi
Harmonices mundi (L'harmonia dels mons, 1619) és un llibre escrit per l'astònom Johannes Kepler (1571–1630) a la ciutat de Linz. El llibre conté la primera formulació de la tercera llei del moviment planetari.
Harmonices Mundi és un ampli i ambiciós intent per fondre en una sola obra el que avui són dominis amb tècniques pròpies i distanciades entre si: la geometria (Llibres I i II), la música (Llibre III), l'astrologia (Llibre IV) i l'astronomia (Llibre V). La mirada kepleriana les fon i homologa sota els arquetips creats per un déu que és, alhora, dissenyador de polígons, sòlids i figures (geòmetra), instaurador de les raons i proporcions harmòniques (músic) i, finalment, responsable tant de les variacions del món sublunar (astròleg) com dels orbes celestes (astrònom).
A Harmonices mundi Kepler intenta explicar els moviments planetaris amb base a un model geomètric de proporcions entre diferents políedres relacionant aquests amb escales musicals. En aquesta obra mostra els seus intents de fixar les òrbites dels planetes a l'interior de políedres perfectes, o sòlids platònics, tal com havia fet en una obra anterior, Misterium Cosmographicum. Per gran decepció seva la teoria mai va funcionar i després d'haver exposat en llargues pàgines en aquesta obra l'abandona finalment mostrant que és incompatible amb les observacions i les lleis del moviment planetari deduïdes a Astronomia Nova. Kepler va intentar descriure aquests moviments postulant una força similar al magnetisme que ell pensava emanava del Sol.
Kepler va exposar en aquesta obra la seva teoria que cada planeta produeix un to musical durant el seu moviment de revolució al voltant del Sol i que la freqüència del to varia amb la velocitat angular dels planetes. Alguns planetes produeixen notes musicals constants: per exemple la Terra només varia un semitò amb una proporció de 16:15 (o equivalentment la diferència entre una nota mi i un fa entre el seu afeli i seu periheli) i Venus varia en un interval més reduït de 25:24. Kepler explica el seu raonament per deduir el reduït espai de tons propi de cada planeta en termes esotèrics.
| « | La Terra canta Mi, Fa, Mi: es pot deduir d'aquestes síl·labes que a la nostra llar podem esperar misèria i fam. | » |

En moments molt poc freqüents tots els planetes podrien tocar junts en perfecta concordança. Kepler va proposar que això podria haver passat una única vegada en la història, potser en el moment de la creació.
En un llibre anterior Astronomia nova, Kepler havia escrit les dues primeres lleis del moviment planetari. La tercera llei, que indica que el cub de la distància mitjana del planeta al Sol és proporcional al quadrat del seu període orbital, apareixia per primera vegada en el capítol 5 d'aquest llibre després d'una llarga discussió en astrologia.